# Аџијевци
Аџијевци (мкд. Аџиевци) су насељено место у Северној Македонији, у западном делу државе. Аџијевци припадају општини Маврово и Ростуша.

## Географија
Насеље Аџијевци је смештено у западном делу Северне Македоније. Од најближег већег града, Дебра, насеље је удаљено 18 km североисточно.
Аџијевци се налазе у доњем делу историјске области Река. Насеље је положено на источним падинама планине Дешат, док се даље ка истоку тло стрмо спушта у уску долину реке Радике. Надморска висина насеља је приближно 780 метара.
Клима у насељу је планинска.

## Историја
У 19. веку Аџијевци је било торбешко село. Према подацима из 1873. и 1878. године у Аџијевцима је било 20 домаћинстава са 48 Торбеша.
Према подацима Васила Кнчова из 1900. године у Аџијевцима је живело 115 Торбеша.

## Становништво
По попису становништва из 2002. године Аџијевци су имали 149 становника.
Претежно становништво у насељу су етнички Македонци (62%), а у мањини су Турци (38%). Заправо, целокупно становништво је торбешко.
Већинска вероисповест у насељу је ислам.